# Haematopota pallidula
Haematopota pallidula är en tvåvingeart som först beskrevs av Krober 1922.  Haematopota pallidula ingår i släktet Haematopota och familjen bromsar. Inga underarter finns listade i Catalogue of Life.